# ユニバース (芸能プロダクション)
株式会社UNIVERSE（ユニバース）は、東京都豊島区の芸能事務所。
お笑い芸人、ミュージシャン、俳優の育成、プロモーションを行っている。
代表取締役酒巻裕之。劇団部門では、江戸川乱歩を祖父に持つ平井憲太郎が制作統括。
ライブ活動は「笑い爆発」シリーズや事務所定期ライブ「UNIVERSE LIVE」、企画ディナーショー等を行っている。

## 所属
お笑い芸人
- コンパス（西本宏一、中島和彦）
- なべりん

タレント
- 北嶋えり
- 白石美樹
- 植田みき
- リアム・オルトン
- 加藤理帆
- 広瀬葵

アーティスト
- SIESTA
- マミヨ
- 吉田拓也

文化人
- 星あき子